# خولدفونبك
خولدفونبك هي بلدة في مقاطعة بستان في ولاية أنديجان في أوزبكستان.